# هایپرنوا
گروه هایپرنوا گروه راک ایرانی ساکن نیویورک است. این گروه در تهران شکل گرفته و اعضای آن رام، کامی، کدی و جم هستند. رام (کینگ رام) خوانندهٔ اصلی گروه و کامی نوازنده درامز است، جم باس می‌زند و کدی گیتاریست اصلی گروه است. در بعضی از اجراهای زندهٔ این گروه از سینث‌سایزر استفاده می‌کند. این گروه در اواخر دههٔ ۹۰ میلادی و اوایل سال‌های ۲۰۰۰ و در زمان آزادی فرهنگی نسبی ریاست جمهوری محمد خاتمی پا گرفت. این گروه را در عین حال می‌توان پرچم‌دار راک ایرانی اعلام کرد، دلیل آن نه فقط ایرانی بودن این گروه راک، بلکه مورد قبول واقع شدن آن در میان گروه‌های معروف موسیقی راک در آمریکا است. هایپرنوا اولین گروه راک ایرانی بود که توانست با یک شرکت پخش موسیقی آمریکایی قرارداد بسته و آلبوم تولید کند.

## ترانه شناسی

### چه کسی می‌گوید در ایران نمی‌توانی راک کار کنی" (۲۰۰۷–۲۰۰۶)
زمانی که هایپر نوا در در ایران بود، آنها کار بر روی یک ای‌پی به نام "Who Says You Can't Rock In Iran?"(چه کسی می‌گوید در ایران نمی‌توانی راک کار کنی) را آغاز کردند. آهنگ‌ها به صورت مجانی بر روی وب سایت هایپر نوا قرار گرفت، هرچند که با طراحی جدید سایت آهنگ‌ها از روی سایت برداشته شدند. آهنگ‌ها عبارتند از:
1. "No One"
2. "Consequence"
3. "Monster In Me"

### جهانی" (۲۰۰۸)
هایپرنوا اولین بار با آهنگ "Fairy Tales" که برای ای‌پی UNIVERSAL بود به شهرت رسیدند.
لیست آهنگ‌ها:
1. "Fairy Tales"
2. "Universal"
3. "Consequence"
4. "hill is down"

### درون هرج و مرج" (۲۰۱۰)
"درون هرج و مرج"اولین آلبوم رسمی هایپرنوا است که در آوریل ۲۰۱۰ توسط کمپانی نارناک رکوردز منتشر شد. تهیه‌کننده آلبوم هرویگ مائورر بود و مهندس صدای آلبوم شین بیون بود که سابقه کار با گروه‌هایی مانند ناین اینچ نیلز و مرلین منسون را نیز داشته‌است. آلبوم در سال ۲۰۰۸ به صورت کامل ضبط و میکس شده بود اما به صورت رسمی در سال ۲۰۱۰ منتشر شد. تا آن زمان گروه تعدادی دمو از آلبوم برای هوادارن منتشر کرده بودند.
1. "Universal"
2. "Viva La Resistance"
3. "Lost In Space"
4. "American Dream"
5. "Empty Times"
6. "Here And Now"
7. "With You"
8. "Fairy Tales"
9. "Monster In Me"
10. "See The Future"